# آتاکاما ۱۸۷۲۵
سیارک ۱۸۷۲۵ (به انگلیسی: 18725 Atacama، نامگذاری:1998JL3) هجده هزار و هفتصد و بیست و پنجمین سیارک کشف شده‌است که در ۲ مه ۱۹۹۸ کشف شد.
قدر مطلق سیارک برابر ۳۷.۱ است.